# Хельман, Хуан
Хуан Хельман (исп. Juan Gelman; 3 мая 1930, Буэнос-Айрес — 14 января 2014, Мехико) — аргентинский поэт и журналист, лауреат многочисленных премий.

## Биография
Родился в Буэнос-Айресе, в еврейском районе. Третий сын в семье иммигрантов с Украины. Отец — Хосе Хельман (Иосиф Гельман), мать — Полина (Паулина) Бурихсон. Отец участвовал в революции 1905 года, был членом партии социалистов-революционеров, из-за политических преследований эмигрировал в 1912 году из Российской империи в Аргентину. После Февральской революции Иосиф Гельман вернулся на родину, оставался в СССР до 1929 года, однако после ссылки Льва Троцкого в Алма-Ату пришёл к выводу, что эпоха свободного революционного развития в СССР закончена, и окончательно уехал в Аргентину.
Хуан Хельман научился читать в три года. В 8 лет прочёл роман Ф. М. Достоевского «Униженные и оскорблённые», оказавший на него существенное впечатление. Тогда же начал сочинять первые стихи. Первое стихотворение в возрасте 11 лет напечатал в журнале «Красное и чёрное». Среднее образование получил в Национальном колледже Буэнос-Айреса. В 15 лет вступил в Федерацию коммунистической молодёжи Аргентины при Коммунистической партии. В 1948 году начал изучать химию в Университете Буэнос-Айреса, но вскоре бросил, чтобы посвятить себя поэзии. В 1955 году основал литературную группу (или, как бы сказали в России, кружок) левого толка «Чёрствый хлеб». В неё входили молодые коммунисты, которые сбрасывались, чтобы издавать книги своих стихов.
Во время идеологического разрыва между КПСС и КПК отдалился от просоветской линии официальной Компартии, в 1964 году вышел из неё (после пребывания в тюремном заключении при режиме Гуидо), обвинив её руководство в оппортунизме и зависимости от Москвы. Создал с подобными ему коммунистическими диссидентами группу «Новое выражение» и издательство «Бронированная роза», чтобы издавать книги левого толка, отторгаемые ортодоксальными коммунистами.
В 1966 году начинает работать как журналист. Работает редактором в журнале «Панорама» и директором культурного приложения к крупной газете «Мнение», а также в журнале «Кризис» и газете «Новости».
Состоял в партизанских организациях: сначала в 1967 году в разгар диктатуры он вступает в Революционные вооружённые силы — организацию левоперонистско-геваристской направленности, которая боролась с правительством как вооружёнными, так и политическими методами. Вёл переговоры РВС с группой «Монтонерос», закончившиеся слиянием двух организаций. Стал представлять интересы объединённого движение и от него же был послан в 1975 году за границу с целью разъяснять мировой общественности цели и задачи борьбы партизан, а также рассказать о нарушениях прав человека в Аргентине.
В 1976 году произошёл переворот и началась военная диктатура (1976—1983), во время которой в результате репрессий пропали без вести 30 000 человек. Хуан Хельман остался в ссылке, стал работать переводчиком в ЮНЕСКО. Проживал в Риме, Мадриде, Манагуа, Париже, Нью-Йорке и Мексике. Своим участием в кампаниях международной солидарности с политзаключенными Аргентины и просветительской деятельностью по разоблачению преступлений хунты добился, что французская газета «Ле Монд» выступила с осуждением военного режима в Аргентине. Обличение диктатуры не прекратил и после выхода из группы «Монтонерос», с руководством которой возникли серьёзные разногласия (Хельман уличил его в милитаризме и авторитаризме).
Несмотря на это, демократически избранное правительство Рауля Альфонсина, при котором велось расследование деятельности «Монтонерос», выдало ордер на арест поэта. Против этого выступили крупнейшие писатели Латинской Америки: Г. Г. Маркес, А. Роа Бастос, М. Варгас Льоса, Э. Галеано, Октавио Пас и другие. Возможность вернуться на родину появилась только в 1988 году. Хуан Хельман вернулся, но почти сразу же уехал в Мексику. 8 октября 1988 года он был амнистирован президентом Карлосом Менемом вместе с другими 64 бывшими членами партизанских групп. Хуан Хельман с возмущением отверг этот официальный акт, так как посчитал, что амнистия уравнивала революционеров с преступниками хунты, а его обменивали «на похитителей моих детей и ещё тысяч молодых людей, ставшими моими детьми».

## Похищение сына и поиск внучки
26 августа 1976 года были похищены дети Хуана Хельмана — Нора Эва (19 лет) и Марсело Ариэль (20) с женой Марией Клаудией на седьмом месяце беременности. Больше о них никто не слышал. Лишь в 1978 году при посредничестве католической церкви удалось узнать, что в заключении и не в Аргентине, а в Монтевидео (Уругвай) появилась на свет внучка поэта, чьим поискам он посвятил все последующие годы. В Аргентине существовала практика отдавать семьям военных детей, родившихся у задержанных, но Уругвай отказывался признавать, что на его территории происходили подобные зверства. Хуан Хельман, уверенный, что его внучку удочерила уругвайская семья, требовал от правительства сотрудничества в проведении расследования. Его усилия увенчались успехом: в 1990 году нашлась Андреа, предполагаемая дочь погибшего сына Хуана Хельмана. Все ДНК анализы показали, что она в прямом родстве с поэтом. В последнее время Хуан Хельман боролся за то, чтобы виновные в смерти его сына были наказаны.

## Творчество
Своё первое стихотворение Хуан Хельман публикует в 11 лет. В 1955 основал вместе с другими коммунистами группу «Чёрствый хлеб» — имевшую прочную связь с политическими идеями основателей и чье творческое кредо заключалось в определении поэзии как продукта каждодневного спроса, использовании разговорного языка и тем, близких жителям городов. В период до 1965 года Хуан Хельман публикует четыре поэтических книги, последняя из которых — «Готан» — ознаменовала отход от Компартии и переход на новые, революционно-перонистские позиции. В художественном плане этот сборник также ознаменовал появление нового литературного течения «новой испаноамериканской поэзии», претендующей изменить не только мир, но и само слово. В дальнейшем эксперимент со словом становится главным методом поэта.
В шестом поэтическом сборнике Хуана Хельмана собраны стихотворения за 9 лет, он назвал его «Гнев бык» («Cólera buey»). До 1973 года он публикует ещё две книги, а потом замолкает на долгие семь лет, до 1980. В последних перед перерывом книгах появляется его излюбленный прием — вопросительные предложения как способ вести диалог с читателем, и косые скобки, разделяющие все более отрывистые строчки и фрагменты стихотворений. Все последующее творчество поэта отмечено постоянным экспериментированием с размером и словесными формами, комбинацией цитат и созданием вымышленных поэтов и поэтических миров, где нашли место даже стихотворения на языке сефардов — ладино (сборник Dibaxu). Боль потери сына и борьба с диктатурой отразились в серии стихотворений в сборнике «Деяния» (1980 г.) Не считая антологий, к 2011 году Хуан Хельман опубликовал 26 поэтических сборников.
В 2008 году был в Москве по приглашению Института Сервантеса.